# 吉姆·豪尔
吉姆·豪尔（Jim Hall，原名James Stanley Hall，1930年12月4日—2013年12月10日）是一名美国爵士吉他手，作曲家和编曲家。《Premier Guitar》杂志中曾写道：“或许可以这样讲，爵士吉他的大树植根于这四个名字：强戈·赖因哈特、查理·克里斯蒂安、韦斯·蒙哥马利和吉姆·豪尔。”

## 早年生活
吉姆·豪尔生于纽约州水牛城的一个音乐家庭，他的母亲弹钢琴，他的祖父拉小提琴，他的叔叔弹吉他。后来他们迁去了克利夫兰。在他10岁时，他的母亲给了他一把吉他作为圣诞节礼物，自此他开始接触吉他演奏。在13岁时，他听了查理·克里斯蒂安在本尼·古德曼录音中的演奏，他本人称之为“精神上的觉醒”。在克利夫兰，仅有十余岁的豪尔已经可以专业地进行演奏，并且学会了低音提琴的演奏。从他的童年起，主要影响了他的是次中音萨克斯管演奏家的演奏，例如科尔曼·霍金斯, 莱斯特·扬, 保罗·冈萨福斯以及拉奇·汤普森。当他替换了小号手成为领奏者时，他借鉴了查理·克里斯蒂安，后来亦借鉴了巴尼·凯瑟尔的吉他独奏。

## 职业生涯

### 20世纪50至80年代
1955年，豪尔开始在克利夫兰音乐学院的作曲系就读，除了音乐理论之外，他还研习了钢琴和贝斯。大约一年后，他迁去了洛杉矶，当时那里的酷派爵士气氛极为浓厚。他在文森特·戈麦兹（Vincente Gomez）处学习了古典吉他，并且从1955年起至1956年在奇柯·汉密尔顿的五重奏乐队中演奏。在这段时间里，他开始引起了大众的注意。
在与吉米·鸠弗利等人组成的三人乐队中，豪尔形成了他个人的音乐偏好，包括“挑战性的编曲，以及在二重奏和三重奏中进行交替的即兴”。在1959年间，他在列诺克斯爵士乐学校（Lenox School of Jazz）授课，并且与爱乐爵士（Jazz at the Philharmonic）进行巡回演出，还与本·韦伯斯特（1959），比尔·艾文斯（1959），保罗·戴斯蒙（1959–65），艾拉·费兹洁拉（1960），李·柯尼兹（1960–61），桑尼·罗林斯（1961-62，1964）以及阿特·法默（1962-64)。与这些杰出的艺术家们一起工作为豪尔的职业生涯添加了浓墨重彩的一笔，并且还帮助了他创建了自己的乐队、形成了自己的个人风格。
1960年间，豪尔迁去了纽约。1962年，他与汤米·弗拉纳根和罗恩·卡特组成了一个由他领导的三重奏乐队。1965年，莱德·米切尔加入了乐队。除此之外，他亦与比尔·贝利，鲍勃·布鲁克迈尔，本尼·鲍威尔，阿特·戴维斯和贾克·汉纳一道，在电视节目《The Merv Griffin Show》中的驻场乐队中演出。最值得注意的是，他在分别与艾文斯和卡特组成的二重奏乐队中担任编曲并且进行了录音，这使得他复杂的编曲与即兴演奏才华得以施展。

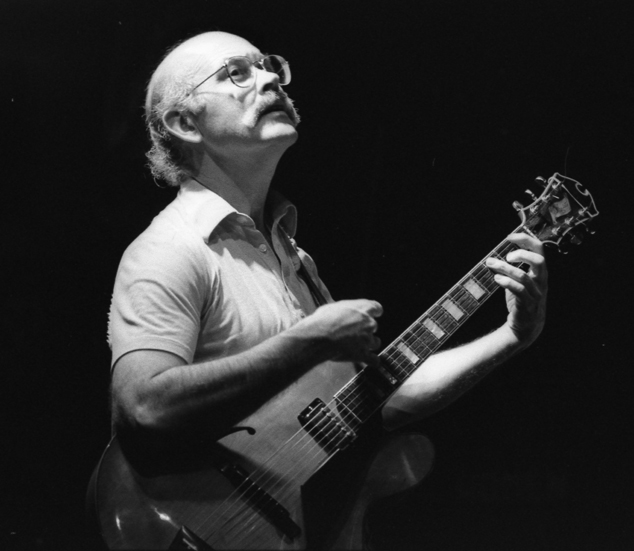
吉姆·豪尔在Keystone Korner俱乐部，1980年10月29日摄于圣·弗朗西斯科

豪尔的演奏天赋与他的编曲和作曲天赋一样出色，他因善于展开音乐动机并且使用布鲁斯音乐中的特殊滑音而为人所知。这些音乐特质在他的1975年与唐·汤普森和泰瑞·克拉克合作的专辑《Jim Hall Live!》中得以展现。大约在同一时期，他亦与钢琴家乔治·雪林和古典小提琴家伊扎克·倍李曼一同录音。直到1985年，他都与米切尔和罗恩·卡特一同创作音乐。

### 20世纪90年代至21世纪初
在20世纪90年代，豪尔在全世界范围内进行录音和巡回演出。与他一同演奏的人有：鼓手比尔·斯图尔特、安迪·沃特森和乔伊·巴罗恩；贝斯手斯科特·柯里和斯蒂夫·拉斯宾纳；钢琴家吉尔·古尔德斯泰因和拉里·戈丁斯。有时，豪尔会让克里斯·波特和格里格·奥斯比担任次中音萨克斯手。拉里·戈丁斯、斯蒂夫·拉斯宾纳和比尔·斯图尔特亦在豪尔1993年的吉他教学视频《Master Sessions with Jim Hall》中进行演奏。1986年，豪尔、米切尔·佩特鲁齐亚尼和韦恩·硕特在蒙特勒爵士音乐节上同台演出，并且录制了现场专辑《Power of Three》。1990年，他主持了纽约的JVC爵士音乐节，帕特·麦瑟尼与约翰·斯科费尔德亦参与了演出。在此之后，他与麦瑟尼多次举行了二重奏音乐会。1994年，豪尔录制了一张独奏专辑《Dedications & Inspirations》。除此之外，在1996年，在欧洲与乔·洛瓦诺（Joe Lovano）等人组成了一个四重奏乐队。
1997年，豪尔获得了纽约爵士乐评论奖的最佳爵士乐作曲／编曲家奖项，这对他的职业生涯来说是一个非常重要的里程碑。在他的《Textures》和《By Arragement》两张专辑中，可以听到他的一些零碎的弦乐、铜管乐以及人声片段的合奏。他的原创《Quartet Plus Four》是为扎波斯基弦乐四重奏乐队（Zapolski string quartet）作的爵士四重奏曲目，曾在丹麦进行演奏。亦是在那里，它获得了Jazzpar音乐奖。
他最后的管弦乐作品是一部吉他与交响乐队的协奏曲，受托于马里兰州陶森大学为世界第一届吉他大会所作，于2004年6月由巴尔的摩管弦乐队首次演出。他曾于2004年1月获得由美国国家艺术艺术基金会颁发的爵士大师奖。2005年，豪尔加入了由乐迷们投资成立的音乐发布平台ArtistShare，并且发布了专辑《Magic Meeting》，他亦是第一批加入这个发布平台的音乐家之一。2006年，卡利恩·李斯帕（Kareen Rispal），法国大使馆的文化顾问，代表法国文化部部长向豪尔颁发了艺术与文学勋章骑士勋位，在他的致辞中，他提到：“我们赞誉你，吉姆·豪尔，因你拓展了音乐的世界，因你对音乐表达能力的创新与贡献。我们向你致敬，因你不懈的努力，无数次地将全世界的人聚集在一起。”2008年11月，双联专辑《Hemispheres》在ArtistShare上发行。另一名吉他手，豪尔之前的门生，比尔·弗利瑟尔亦参与了录制。此外参与录制的乐手还有贝斯手斯科特·柯利和鼓手乔伊·巴戎，制作者为布莱恩·卡梅利欧。
2010年，豪尔与乔伊·巴戎录制了双联专辑《Conversations》。2012年，81岁高龄的豪尔在纽约的Blue Note音乐俱乐部中，以及美国和欧洲的许多爵士音乐节中进行了多次演出。豪尔亦参与了一项由ArtistShare组织的名为“The Live Project”的项目，项目完成于2013年2月1日。在这个项目中，豪尔分享了他创作音乐的过程，节目中对其他音乐家的访谈亦提及了他持续的影响力。

## 逝世
豪尔于2013年12月10日在纽约曼哈顿的公寓中在睡梦中逝世。

## 音乐风格
豪尔的音乐风格随着每一次他参与的录音与演出都会有所发展。他所掌握的处理音乐的方法是独具一格的，他将音乐视作是一种打破所有障碍的方式，这种观念不仅仅限于音乐本身，他亦与其他的人分享他在音乐方面的发现。他非常具有创造力，并且一直对新的音乐表达方式持非常大的兴趣，这使他一直在拓展他自己的能力。
吉姆·豪尔坚持聆听这个环节在即兴演奏中的重要性，他曾说：“演奏者应当强迫自己去聆听一些东西并且把它们演奏出来，而不是去演奏那些恰好来到了他们手指上的东西。我尝试让我的演奏尽可能地具有新鲜感，而不是依赖于一些固定的模式。”
豪尔演奏的音色被人们描述成醇厚、温暖、柔和、微妙、丰富，并且轻微地使用了放大器（原文作“lightly amplified”）。不同于其他的音乐家，豪尔作品的标志不一定是一个具有个人风格的连复段，而是他的表现能力。作为一个编曲家，他的独奏构建得很恰当，并且考虑到了和声、旋律以及节奏方面的元素。它们被有机地组织起来，同时具有情感上和技巧上的因素，并且以清晰作为终极目的。
豪尔在乐器的使用方面尤其富有创造力，他将古典音乐与爵士乐结合了起来，把小提琴家伊扎克·倍尔曼的琴声加入了音乐中。在1957年，他与萨克斯风手吉米·鸠弗利和长号手鲍勃·布鲁克迈尔组成的三重奏乐队里面完全没有任何节奏的部分。没有钢琴、低音提琴和爵士鼓，这三个音乐家同时进行即兴，互相协作保持节奏。另外，他还对新鲜的事物以及其他人的演奏非常开放，包括吉他合成器。
无声的部分与有声的部分在豪尔的音乐中具有同等重要的意义。他“小心翼翼”地选择一些音符，一个接一个地，然后细心地安置它们，就好像在布置一张优雅的餐桌一样。即便豪尔是一个乐队领班，他精湛的听音技巧让他能够在合声的方面帮助其他音乐家，并且在何时的时机保持安静。每个人在豪尔的乐队里都是平等的，豪尔本人解释说：“他们中每个人都是具有创造力的，正在成长中的音乐家，所以我就应当那样对待他们。”

## 乐器与设备
豪尔在乐器方面一直使用极简的处理方式。在他早期的职业生涯中，与奇柯·汉密尔顿一同演奏时，他曾使用Gibson Les Paul Custom吉他。从那之后，他一直使用一把Gibson ES-175吉他。这把吉他原配有单个P90拾音器，与Gibson GA50放大器一同使用，他后来把拾音器换成了一个双线圈拾音器。在那之后，他得到了一把定制款的D'Aquisto吉他。而固态放大器（solid-state amplifiers）也取代了他原来使用的GA50，大多数时候他使用Polytones生产的放大器（尽管有时他也使用过Walter Woods放大器和Harry Kolbe GP-1前级放大器和音箱）。他也使用过他的签名款Sadowsky吉他，这把吉他是基于他原有的D'Aquisto吉他设计的。
他使用的平卷弦粗细为：.011、.015、.020（无包卷）、.030、.040、.050英寸（分别从高音E至低音E），和厚而小的水滴形拨片。他有时亦使用Boss的合唱效果器踏板与Digitech哇音踏板。

## 私人生活
豪尔与作曲家、心理分析师简·赫伯特在1965年9月9日结婚。后者在结婚后改姓为豪尔。